# Grebbestad Bryggeri
Grebbestad Bryggeri AB är ett svenskt mikrobryggeri som är beläget i Grebbestad, Tanums kommun. Bryggeriet har 7 anställda. Huvudbryggare är Kristofer Olsson.
De erbjuder flera olika ölmärken, som Lager (f.d. Granit), Hummeröl, East Kent Golding (Ale), Ostronporter, Lunator Dubbelbock och Prippklubbens Starkpilsner. Bryggeriet står även för en prisbelönt julmust. 
2013 började man även tillverka ölet Alberget 4A, inledningsvis lanserat under namnet "Alltid oavsett" i samband med Djurgården Fotbolls hemmapremiär på Tele2 Arena den 21 juli 2013. Namnet Alberget 4A, som ölet hade vid lanseringen på Systembolaget 1 april 2014, kommer från den adress där Djurgårdens IF grundades, och en del av intäkterna går till Djurgårdshjälpens insamling.